# Brizio
Brizio  è un nome proprio di persona italiano maschile.

## Varianti
- Maschili: Bricio[3]
- Femminili: Brizia[1][4][5]

### Varianti in altre lingue
- Catalano: Brici[6], Bricci[6], Bris[6]
- Ceco: Brikcí
- Croato: Brcko, Brikcij
- Francese: Brice[2][7]
- Inglese: Brice[2][7], Bryce[2][7]
- Latino: Bricius[2][7], Britius[2], Brictius[2]
- Olandese: Brixius
- Polacco: Brykcjusz
- Portoghese: Brício
- Serbo-croato: Bricije
- Spagnolo: Bricio[6], Briccio[6], Bris[6]

## Origine e diffusione

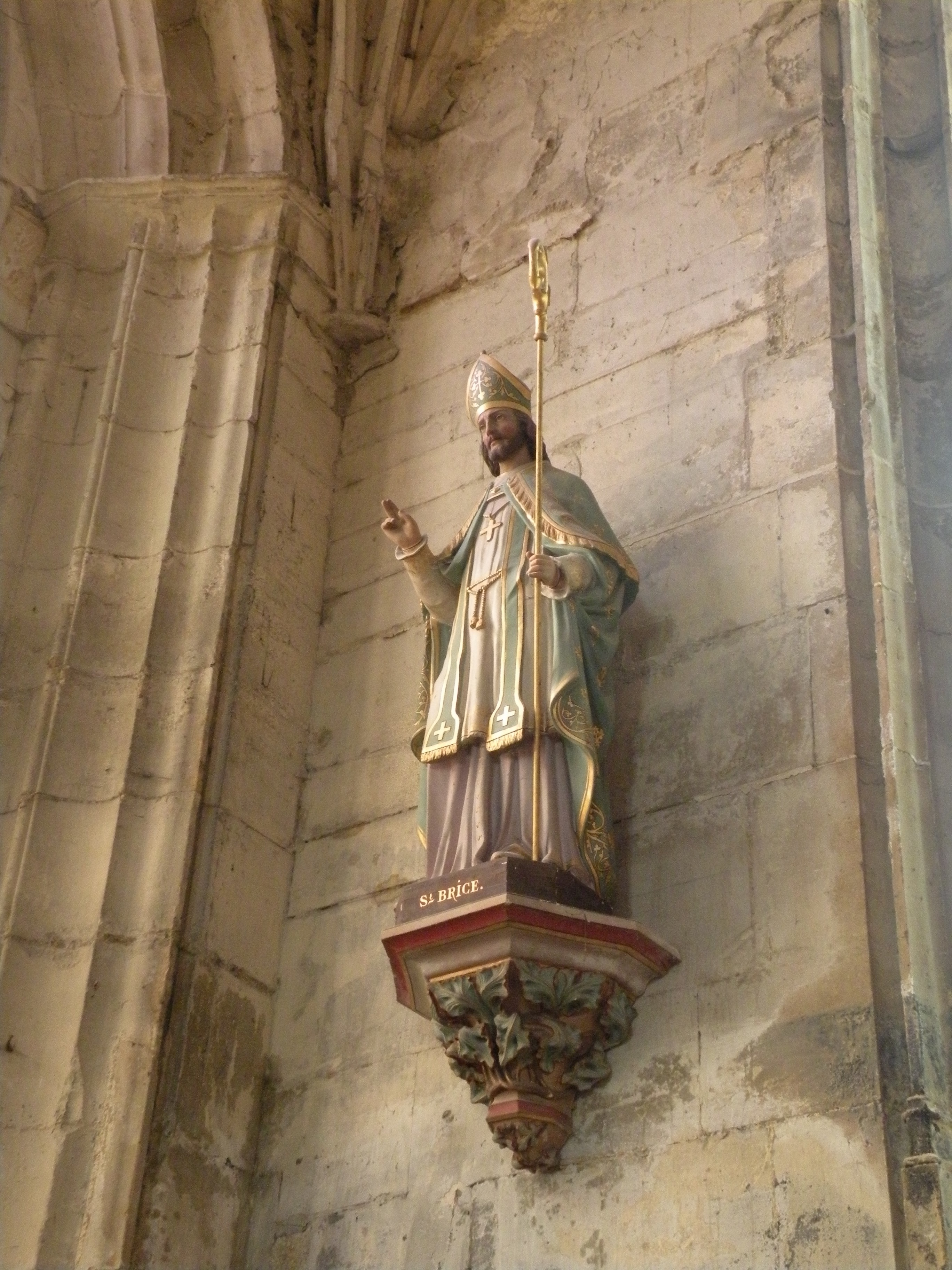
Statua di san Brizio nella chiesa di san Giovanni Battista di Chaumont-en-Vexin

Deriva da Bricius, la forma latinizzata di un nome gallico dall'etimologia incerta; molte fonti gli danno il significato di "maculato", "macchiettato", "punteggiato", riconducendolo ad una qualche radice celtica imparentata con l'antico irlandese mrecht- e con il gallese brych (da cui deriva il nome di san Brychan). Non è da scartare, però, l'ipotesi che lo riconduce al celtico brig ("forza" o "altura"), presente in un gran numero di nomi celtici, fra cui Brigida.
Il suo uso in italiano (dove può anche rappresentare un ipocoristico di Fabrizio) è raro, specialmente al femminile, ed è attestato principalmente nel Sud Italia, specie nella provincia di Lecce. Ha dato inoltre origine ad un buon numero di cognomi, quali "Brizio", "Brizi", "Brizzio" e "Brizzi".

## Onomastico
L'onomastico si può festeggiare in memoria di più santi, alle date seguenti:
- 9 luglio, san Brizio, vescovo di Spoleto e di Martana[1][8][9]
- 12 novembre, san Brizio, martire nelle Fiandre[1]
- 13 novembre, san Brizio, discepolo di san Martino e vescovo di Tours[1][6][10][11]

## Persone
- Brizio di Tours, vescovo e santo francese
- Brizio Casciola, sacerdote e letterato italiano
- Brizio De Sanctis, docente e politico italiano
- Brizio Giustiniani, doge genovese
- Brizio Montinaro, attore e scrittore italiano

### Variante Brice

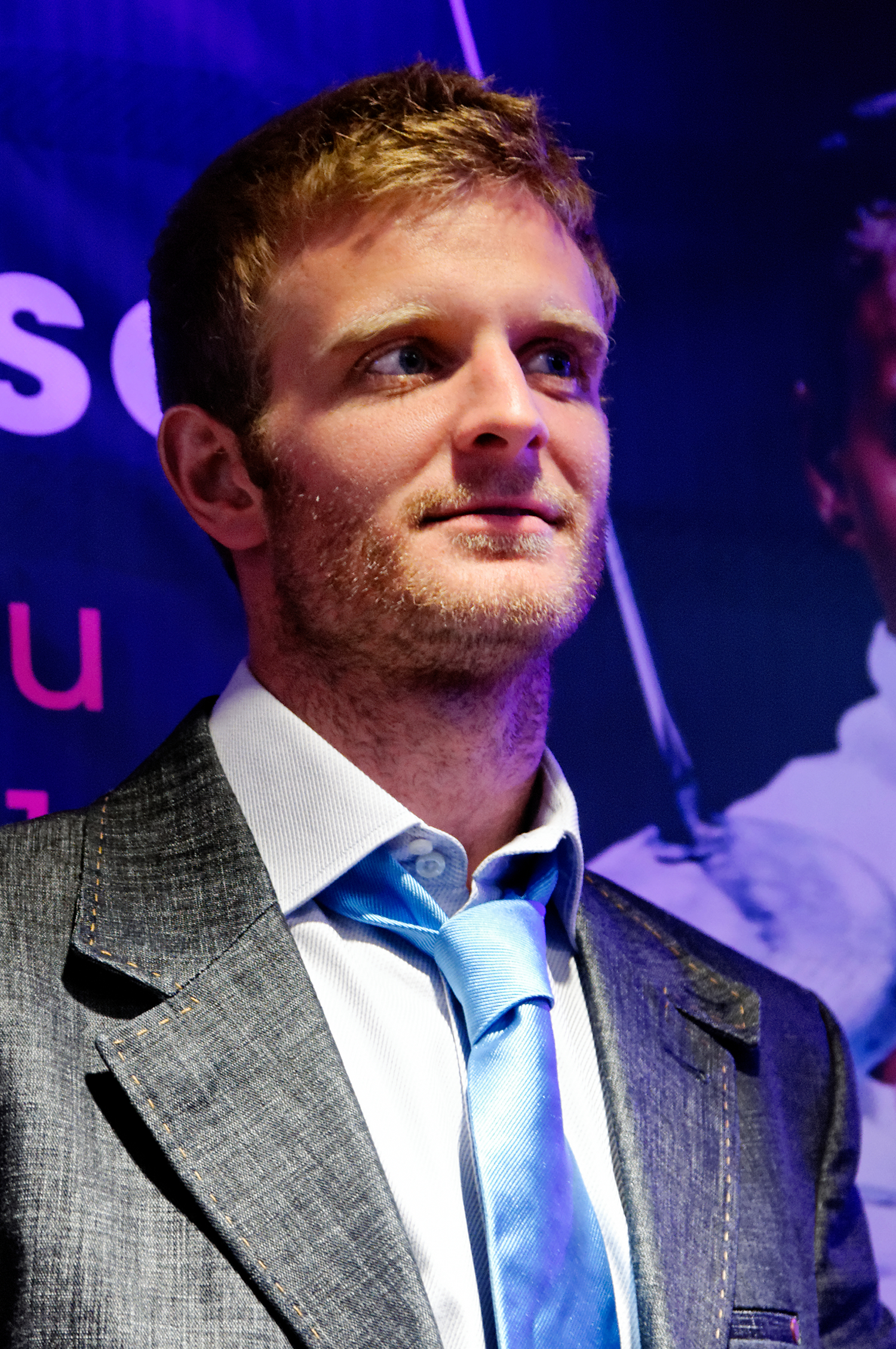
Brice Guyart

- Brice Butler, giocatore di football americano statunitense
- Brice Dja Djédjé, calciatore ivoriano
- Brice Feillu, ciclista su strada francese
- Brice Guyart, schermidore francese
- Brice Hortefeux, politico francese
- Brice Jovial, calciatore francese
- Brice Kabengele, cestista romeno naturalizzato francese
- Brice Massamba, cestista della Repubblica Democratica del Congo naturalizzato svedese
- Brice Parain, filosofo francese
- Brice Roger, sciatore alpino francese
- Brice Vounang, cestista camerunese

### Variante Bryce

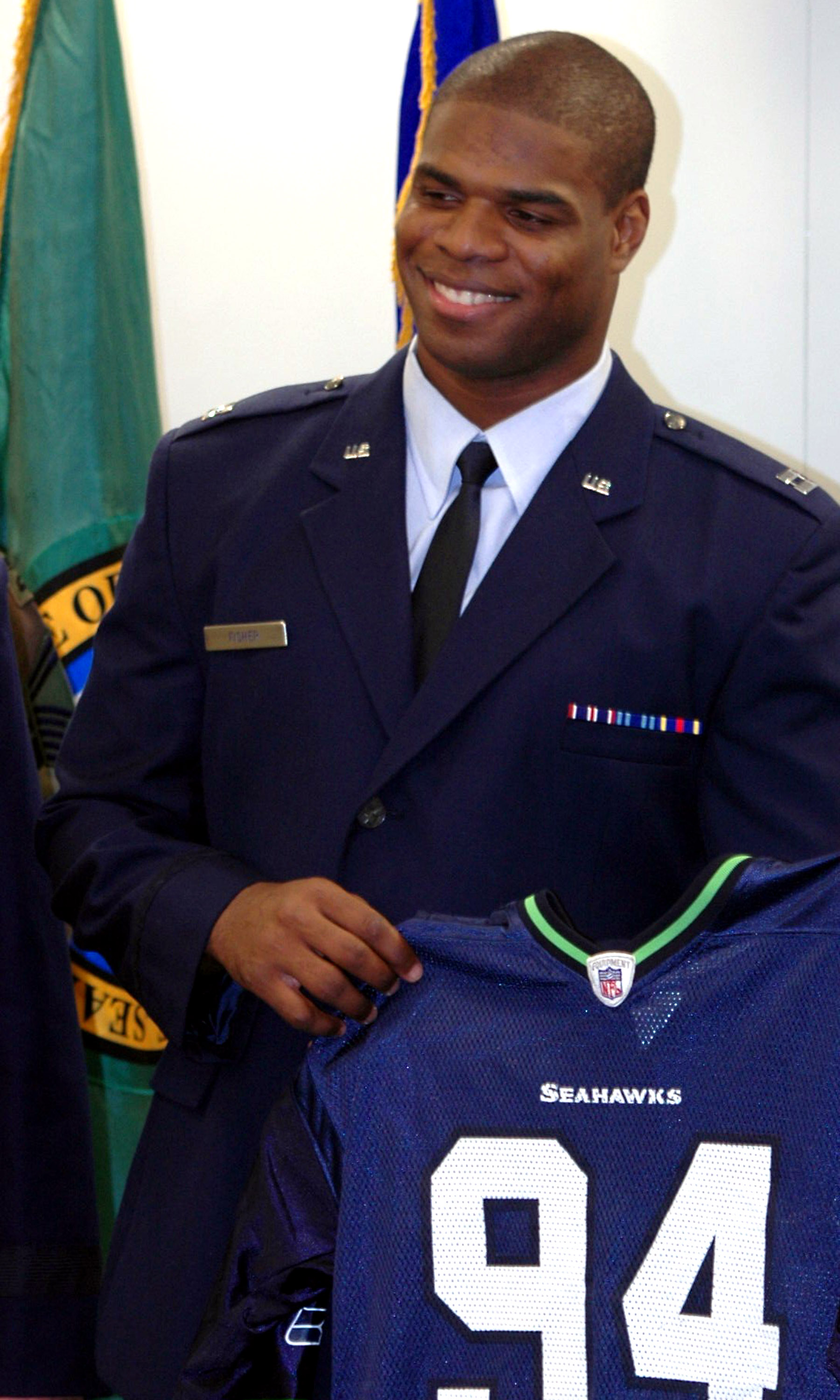
Bryce Fisher

- Bryce Bennett, sciatore alpino statunitense
- Bryce Brown, giocatore di football americano statunitense
- Bryce DeWitt, fisico statunitense
- Bryce Drew, cestista e allenatore di pallacanestro statunitense
- Bryce Fisher, giocatore di football americano statunitense
- Bryce Harper, giocatore di baseball statunitense
- Bryce Johnson, attore statunitense
- Bryce Lawrence, arbitro di rugby a 15 neozelandese
- Bryce Moon, calciatore sudafricano
- Bryce Paup, giocatore di football americano statunitense
- Bryce Robinson, attore statunitense
- Bryce Salvador, hockeista su ghiaccio canadese
- Bryce Taylor, cestista statunitense

## Il nome nelle arti
- Bryce Larkin è un personaggio della serie televisiva Chuck.
- Brizio Marchetti è un personaggio presente nei romanzi di Antonio Manzini, amico di Rocco Schiavone.